# 블랑카 팔로마
블랑카 팔로마(Blanca Paloma, 1989년 6월 9일 ~ )는 스페인의 가수, 무대 디자이너, 의상 디자이너이다. 2023 유로비전 송 콘테스트 스페인 대표 참가자이다.